# Honda CG 125
La Honda CG 125 è un motociclo prodotto dalla casa giapponese Honda dal 1975. Con i suoi oltre 30 anni di vita, è uno dei motocicli più longevi della storia e nel corso degli anni ha subito poche modifiche e rimaneggiamenti, restando così pressoché immutata.

## Il contesto
La moto venne progettata nel 1974 soprattutto per andare incontro alle esigenze dei paesi in via di sviluppo che richiedevano un mezzo semplice ed economico, sia in fase di acquisto che nell'utilizzo successivo e nelle manutenzioni.
La scelta cadde perciò su un propulsore a quattro tempi monocilindrico raffreddato ad aria e alimentato a carburatore, sulla semplicità di un telaio in tubi e sulla mancanza di carenature.
Il motore erogava una decina di cavalli e veniva dichiarato un consumo di circa 3 litri di carburante ogni 100 km. L'avviamento era a pedale e solo dopo molti anni è stato reso disponibile anche quello elettrico.

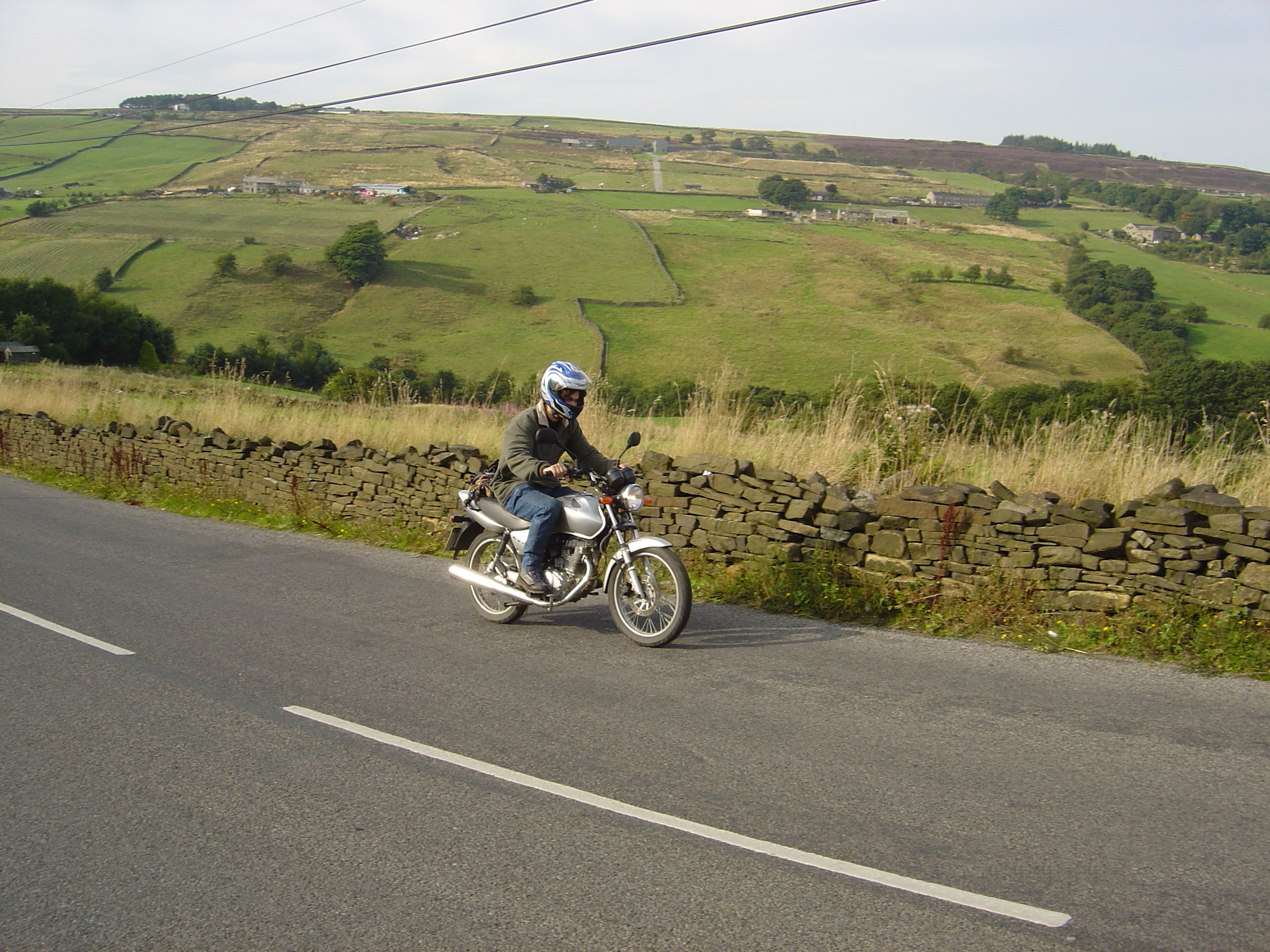
La versione del 2004

Anche l'impianto elettrico nella versione iniziale era a 6 Volt e venne portato ai 12 volt solamente una decina d'anni dopo.
L'estetica della prima versione richiamava nella forma del serbatoio le sorelle maggiori della serie "Four" è subì un restyling importante nel 2004 con l'ammodernamento delle linee. In questa stessa occasione, per la prima volta, il freno anteriore divenne a disco mentre il posteriore rimase a tamburo come nella versione originale.
La produzione del modello, oltre che negli stabilimenti giapponesi, fu delegata alla fabbrica brasiliana dove, ancora nel 2010 è prodotta la nuova versione CG 125 Fan con propulsore rivisto.
Dai mercati europei il modello è stato invece escluso alla fine del 2008, sostituito dalla Honda CBF 125 con motore ad iniezione.